# The Observer
The Observer (рус. «Обсервер», с англ. — «Наблюдатель») — британская газета, выходящая по воскресеньям. Это первая и старейшая в мире воскресная газета. В 1993 году была приобретена другим крупным изданием — ежедневной The Guardian.

## История публикации
Первый номер был опубликован 4 декабря 1791 года. Главным редактором в то время был У. Борн (англ. W.S. Bourne), который вскоре разорился и попытался продать газету антиправительственным организациям, затем его брат предложил «Обзервер» правительству, которое также отказалось покупать издание, но согласилось спонсировать, если оно будет распространять лояльные по отношению к государству идеи.
В 1807 году братья Борны назначили новым редактором Льюиса Докса. Семь лет спустя они продали «Обзервер» Уильяму Клементу (англ. William Innell Clement), который уже владел несколькими изданиями. Со временем авторы начали выражать всё более независимые взгляды.
После смерти Клемента в 1852 году и ухода на пенсию Докса, наследники Клемента перепродали «Обзервер» Джозефу Сноуи. Под его руководством газета стала ещё более либеральной, в частности, поддерживала Север в американской Гражданской войне и требовала всеобщее избирательное право. Это могло сказываться на тиражах, но следующему владельцу газеты, Джулиусу Биру, удалось снова сделать её успешной.
В 1870—1905 годах сменилось несколько владельцев и редакторов, пока редактором не стал Джеймс Гарвин (англ. James Louis Garvin), быстро превративший «Обзервер» в инструмент политического влияния и поднявший тираж с 5 до 40 тыс. В межвоенные годы тиражи достигли 2 млн экземпляров и не спадали даже во времена Великой депрессии. Однако конфликт с текущим владельцем Дэвидом Астором (англ. David Astor) из-за расхождения в политических взглядах (Гарвин поддерживал Тори) привёл к его увольнению в 1942 году.
Астор сам стал редактором и оставался на этом посту 27 лет. Его леволиберальные взгляды часто приводили к оппозиции политике правительства (так, «Обзервер» первой из крупных британских изданий осудила Суэцкую войну), что в конце концов привело к падению тиражей. В 1977 году он продал «Обзервер» компании Atlantic Richfield (ныне ARCO). После очередной смены владельцев газету в 1993 году приобрела Guardian Media Group, владеющая ей по настоящее время.
В декабре 2024 г. на фоне предложения о продаже издания цифровому-медиа стартапу Tortoise Media журналисты The Observer и The Guardian провели 48-часовую забастовку, поддержанную рядом британских знаменитостей. Вопросы вызывали убыточность претендента и его планы ввести платный доступ к материалам
Издание известно своими криптическими кроссвордами (Торквемада, Хименес, Azed).